# Carallia orophila
Carallia orophila là một loài thực vật có hoa trong họ Rhizophoraceae. Loài này được Kosterm. mô tả khoa học đầu tiên năm 1982.